# Kəpəz Peşəkar Futbol Klubu
Kapaz PFK é uma equipe azeri de futebol com sede em Ganja. Disputa a primeira divisão de Azerbaijão (Liga Yuksak).
Seus jogos são mandados no Ganja City Stadium, que possui capacidade para 25.000 espectadores.

## História
O Kapaz PFK foi fundado em 1959.